# Lothar Krüger

Lothar Krüger als Corpsstudent im Wintersemester 1906/07

Lothar Krüger (* 4. November 1885 in Rudzinitz; † 1945 in Berlin) war ein deutscher Ingenieur und Professor der Baustoffkunde am Staatlichen Materialprüfungsamt in Berlin-Dahlem.

## Leben
In Oberschlesien geboren und aufgewachsen studierte Lothar Krüger an der Technischen Hochschule Charlottenburg Bauingenieurwesen und schloss sich im Sommersemester 1906 dem Corps Saxonia-Berlin an. Nach Abschluss des Studiums als Diplom-Ingenieur, welchen er etwa 1911 erhielt, wurde er Mitarbeiter des Staatlichen Materialprüfungsamtes in Berlin-Dahlem. Hier arbeitete er in der Abteilung für Baugewerbe unter Heinrich Burchartz, bis er 1932 als dessen Nachfolger zum Vorstand der Abteilung für Baugewerbe und Direktor des Staatlichen Materialprüfungsamtes berufen wurde. Lothar Krüger starb in den letzten Monaten des Zweiten Weltkriegs in Berlin. Das genaue Todesdatum ist nicht bekannt.

## Veröffentlichungen
- H. Burchartz, L. Krüger, W. Gehler, H. Amos: Versuche mit stahlbewehrten Balken. In: Zentralblatt der Bauverwaltung, 51. Jahrgang, Heft 66 (1931), S. 769.
- Lothar Krüger: Versuche an Eisenbeton-Hohlkörpern und -Balken zur Feststellung der Neigung zur Riss- und Rostbildung. In: Deutscher Ausschuss für Eisenbeton, Heft 71 (1933).
- L. Krüger: Hartbeton für Geh- und Fahrbahn, Berlin, 1934.
- L. Krüger: Prüfung der natürlichen Gesteine auf Wetterbeständigkeit. In: Mitteilungen der Deutschen Materialprüfungsanstalten, Heft 27 (1936), S. 115–119.
- L. Krüger: Mischen von Zement und Zuschlagstoffen bei der Betonbereitung auf der Baustelle. In: Mitteilungen der Deutschen Materialprüfungsanstalten, Heft 21 (1937), S. 321–322.
- L. Krüger: Über die Benennung und über die Prüfung der Kalke. In: Mitteilungen der Deutschen Materialprüfungsanstalten, Heft 21 (1937), S. 322–323.
- Lother Krüger: Die Baustoffe im Mauerwerk. Vortrag, gehalten auf der Mitgliederversammlung der Fachgruppe Kalksandsteinindustrie am 29. September 1937, Berlin, 1937.
- Lothar Krüger, Heinrich Burchartz (posthum): Versuche über das Verhalten verschiedener Zemente und Betonschutzmittel im Moor: Ergänzungsversuche zum Bericht Heft 64. In: Deutscher Ausschuss für Eisenbeton, Heft 95 (1941).
- Lothar Krüger: Eigenschaften und Verwendung von Hüttenbims. In: Bericht des Ausschusses für Verwertung der Hochofenschlacke des Vereins Deutscher Eisenhüttenleute, Nr. 29, 1941